# Кім Дотком
Кім Дотком (нім. Kim Dotcom (змінив прізвище зі Шміц, нім. Schmitz), Kimble або Kim Tim Jim Vestor; нар. 21 січня 1974, Кіль, Німеччина) — німецько-фінський підприємець, колишній власник найбільшого в світі файлообмінника «Megaupload», у січні 2013 року — засновник файлообмінника «Mega».

## Біографія
Народився 21 січня 1974 року в Кілі в німецько-фінській сім'ї. Має два громадянства — німецьке (по батькові) і фінське (по матері). Виріс у Німеччині, в зрілому віці заснував компанію з захисту інформації, яку пізніше продав.
У Німеччині отримав вирок за використання інсайдерської інформації, його мати, сестра і брат живуть в Турку (Фінляндія).
Заарештований 19 січня 2012 року в Новій Зеландії за запитом ФБР, але 22 лютого 2012 відпущений під заставу. Влада США інкримінувала йому відмивання грошей, шахрайство і масові порушення авторських прав, домагаючись екстрадиції до США (слухання щодо екстрадиції проходили в серпні 2012 року, але на той момент рішення про екстрадицію не було прийнято).
19 січня 2013 року створив файлообмінник Mega.
У 2013 році Vice зняв документальний фільм про Доткома. Стів Возняк порівнює Кіма з поштовим відділенням. «Через поштове відділення люди надсилають листи, чому ви арештовуєте не відправників, а директора пошти?».
20 січня 2014 р. Дотком запустив бета-версію нового музичного інтернет-магазину Baboom.
В кінці листопада 2014 року під час конференції unBound Digital в Лондоні повідомив про своє банкрутство. Більшу частину грошей було направлено на адвокатів, на їх послуги Кім витратив $10 млн. За його словами, «мій стиль життя зробив мене легкою здобиччю», бо важко «не мозолити очі, коли мандруєш супер'яхтою з написами „бог“, „накурений“ і „мафія“ на бортах».
2015 року Кім у твітері написав: «Я ніколи не жив там. Я ніколи не їздив туди. Але все що я маю, належить США».
2017 року Верховний суд Нової Зеландії санкціонував екстрадицію Доткома в США. Станом на 2023-й рік, він продовжував оскаржувати це рішення.
15 серпня 2024 року Нова Зеландія підписала наказ про екстрадицію Кіма Доткома до США для звинувачення в комп'ютерному шахрайстві, кібершпигунстві та розтраті.

### Позиція щодо України
Поширює антиукраїнські фейки та пропаганду, звинувачуючи українську сторону й конкретно Валерія Залужного у нацизмі, знищенні російськомовних на Донбасі українськими військами, перебуванні американських біолабораторій в Україні тощо.

## Цікаві факти
- Є постійним гравцем гри серії Call of Duty і до свого арешту був № 1 у світовому рейтингу Call of Duty: Modern Warfare 3 за іграми в режимі «Кожен сам за себе» і очолює список гравців за кількістю фрагів (тобто вбитих супротивників).[19] На власному сайті він розмістив таке повідомлення до своїх опонентів у грі: «Не треба мене ненавидіти, бо я поб'ю тебе. Поважай мене, бо я вчу тебе». Має на своєму рахунку більше 150 тис. віртуальних вбивств і є найкращим серед 15 млн активних гравців.
- Після закриття Megaupload записав музичний альбом «Good times» і виклав його до вільного доступу.[20]
- Написав книгу «Секретне життя Кіма Доткома» («The secret life of Kim Dotcom»).[21]
- Адвокатом у справі Доктома в суді була Айра Роктен, до неї згодом звернувся Артем Ваулін, власник KickAssTorrents, з проханням захищати його в суді за звинуваченнями у відмиванні грошей і порушенні авторських прав.